# Janina Sztompka-Grabowska

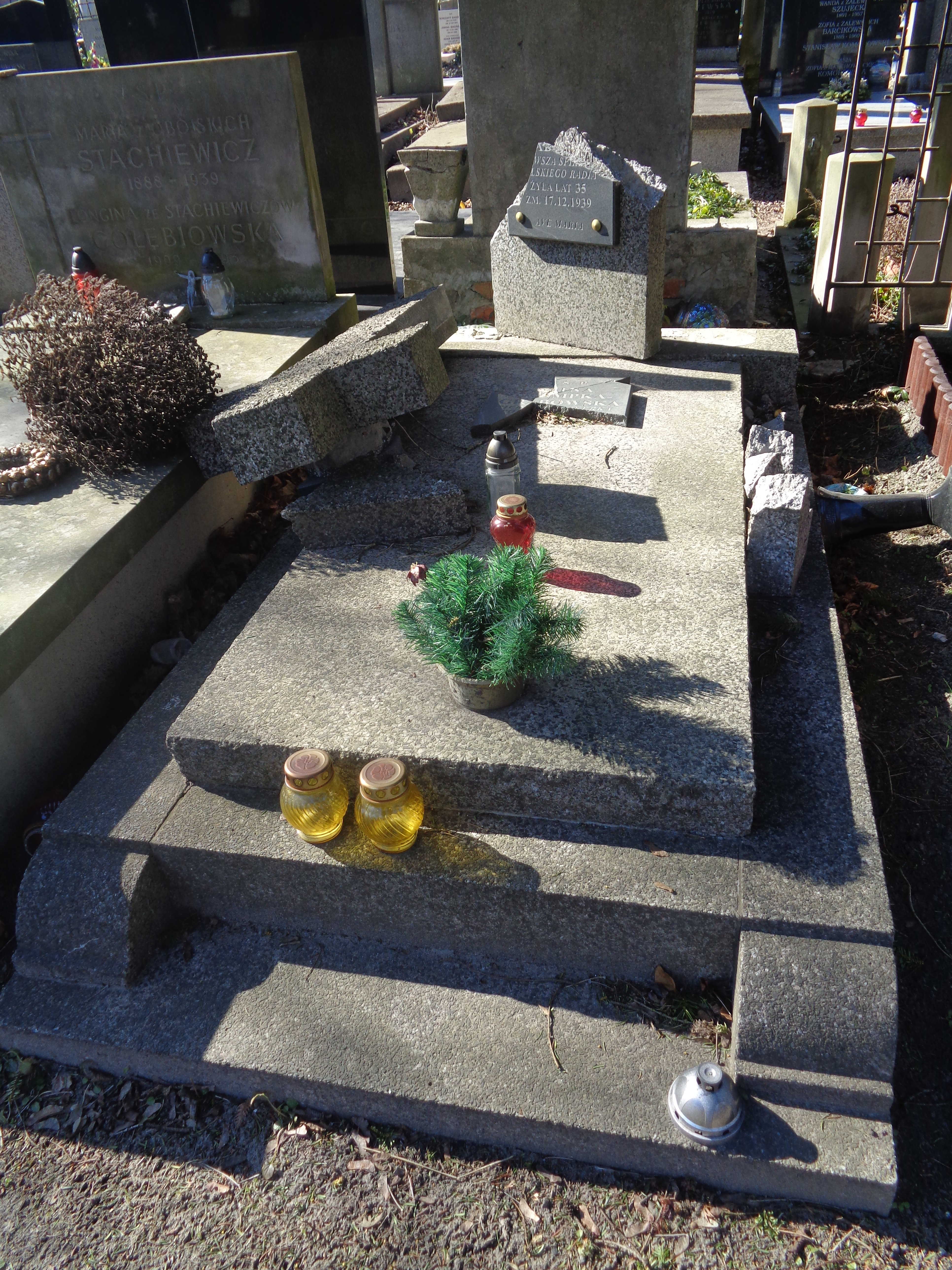
Grób Janiny Sztomke-Grabowskiej na Cmentarzu Powązkowskim

Janina Sztompka-Grabowska znana również jako Janina Sztompkówna (ur. 23 czerwca 1903, zm. 17 grudnia 1939) – polska dziennikarka radiowa.

## Życiorys
Była córką Stanisława i Józefy z Wiązowskich Sztompków. Miała liczne rodzeństwo: braci Ireneusza, Wiktora, Henryka – pianistę oraz siostry Kazimierę, Jadwigę i Irenę. Wyszła za mąż za Mieczysława Grabowskiego.
Chciała zostać prawniczką, ale choroba piersiowa uniemożliwiła karierę. Niemniej szkoliła głos – sopran.
To jej słowa „Halo, halo Polskie Radio Warszawa, fala 480 m...” zainaugurowały nadawanie Polskiego Radia 18 kwietnia 1926 roku o godzinie 17:00. Spikerką Polskiego Radia była w latach 1929–1935.
Pochowana została na cmentarzu Powązkowskim (kwatera 284b wprost-1-11).